# Torreperogil
Torreperogil là một đô thị trong tỉnh Jaén, Tây Ban Nha. Dân số khoảng 7.500 người.
38°02′B 3°17′T / 38,033°B 3,283°T